# دوروثي شيرلي
دوروثي شيرلي (بالإنجليزية: Dorothy Shirley) هي منافسة ألعاب القوى بريطانية، ولدت في 15 مايو 1939 في مانشستر في المملكة المتحدة.

## وصلات خارجية
- دوروثي شيرلي على موقع اللجنة الأولمبية الدولية (الإنجليزية)
- دوروثي شيرلي على موقع أوليمبيديا (الإنجليزية)
- دوروثي شيرلي على موقع اتحاد ألعاب الكومنولث (مؤرشف) (الإنجليزية)